# Petalium debilitatum
Petalium debilitatum là một loài bọ cánh cứng thuộc họ Ptinidae.